# Shingetsu (album)
Shingetsu è l'album in studio di esordio del gruppo musicale giapponese Shingetsu, pubblicato nel 1979.
L'album viene considerato uno dei capisaldi del progressive sinfonico degli anni '70.

## Tracce
1. 鬼 / Oni – 9:32
2. 朝の向こう側 / The Other Side Of Morning – 4:15
3. 発熱の街角 / Influential Street – 4:26
4. 雨上がりの昼下がり / Afternoon - After The Rain – 4:08
5. 白唇 / Fragments Of The Dawn – 7:05
6. 魔笛"冷凍" / Freeze – 3:03
7. 科学の夜 / Night Collector – 5:05
8. せめて今宵は / Return Of The Night – 5:38

Durata totale: 43:12

## Formazione
- Makoto Kitayama – voce
- Akira Hanamoto – tastiere
- Haruhiko Tsuda – chitarra
- Shizuo Suzuki – basso
- Naoya Takahashi - batteria

Altri musicisti
- Takashi Kokubo – programmazione sintetizzatori
- Hiroshi Morimura – sassofono in Afternoon - After The Rain